# HTC Wizard
De HTC Wizard (ook bekend als de HTC Prodigy en de HTC P4300) is een pocket-pc-smartphone met Windows Mobile die ontwerpen is door het Taiwanese HTC. De HTC Wizard heeft een touchscreen met een QWERTY-toetsenbord. Daarnaast heeft de HTC Wizard een 1,3 megapixel-camera.

## Versies
De HTC Wizard wordt in sommige landen anders genoemd. In Nederland is het toestel meer bekend onder de naam Qtek 9100, maar ook komt het toestel voor als de i-mate K-jam, MDA Vario en diverse andere varianten.

## Windows Mobile
Het toestel werkt op Windows Mobile 5.0. Hoewel HTC officieel geen ROM-update naar versie 6.1 heeft uitgegeven, bestaan er ook onofficiële ROM-updates om het toestel te updaten naar nieuwere versies van Windows Mobile.

## Specificaties
- Schermgrootte: 2.8 inches
- Schermresolutie: 240×320 pixels met 143 ppi en een 4:3-beeldverhouding
- Kleuren: 65,536 (16 bit)
- Invoer: Touchscreeninterface en QWERTY-toetsenbord
- Batterij: 1250 mAh, verwijderbaar
- 1.3 megapixel-camera
- TI OMAP 850 (195MHz-ARM-926EJ-S-processor)
- RAM: 64 MB DRAM
- ROM: 128 MB flashgeheugen
- Geheugenkaartjes: miniSD
- Besturingssysteem: Windows Mobile 5.0
- Quad band GSM / GPRS / EDGE Class 10 (GSM 850, GSM 900, GSM 1800, GSM 1900)
- Wifi (802.11b/g)
- Bluetooth 2.0
- Mini USB
- 2.5mm-, stereo headphone-jack
- IrDA